# 남천동 (부산)
남천동(南川洞)은 대한민국의 부산광역시 수영구의 법정동이다. 행정동으로 남천1·2동으로 나뉜다. 광안대교로 유명하다.

## 개요
남천동은 수영구의 남쪽에 있는 지역으로 주변에 수영구청과 KBS 부산방송총국, 남부산 등기소, 광안대교 등이 있다.
남, 서쪽으로는 남구 대연동과 용호동과 인접하고 있으며 북쪽으로는 수영구 광안동이 있다.
마을 이름의 유래는 대연동과 남천동의 경계지점인 황령산에서 발원하여 수영만으로 유입되는 남천천에서 비롯되었다.

## 역사
- 1953년 9월 10일: 부산시 부산진구 대연출장소 남천동
- 1975년 10월 1일: 부산직할시 남구 남천동
- 1983년 10월 1일: 부산직할시 남구 남천1동, 남천2동
- 1995년 1월 1일: 부산광역시 남구 남천1동, 남천2동
- 1995년 3월 1일: 부산광역시 수영구 남천1동, 남천2동

## 교통
- 부산 도시철도 2호선 남천역
- 황령터널
- 광안대교

## 교육
- 광남초등학교
- 남천초등학교
- 남천중학교
- 부산동여자고등학교

## 아파트
- 남천 코오롱 하늘채 골든비치 - 987세대
- 남천 엑슬루타워 - 299세대
- 남천파크아파트 - 130세대
- 남천 금호 어울림 - 421세대
- 삼익비치타운 - 3,060세대
- 뉴비치 - 990세대
- 남천 자이 - 913세대(건축기획중 그랑자이를 제외함)

- 우성보라아파트 - 192세대
- 협진태양아파트 - 210세대
- 남천반도보라 - 120세대
- 남천동원로얄듀크 - 422세대
- 포스코 프래스티지- 975세대 (2022/09월 예정)
- 힐스테이트 남천역 더 퍼스트 - 217세대 (완공함)
- 백산아파트 - 120세대

## 문화 및 여가시설
- 남천해변시장
- (대우건설이 땅을 매입하여 건물을 철거함 뒤에올     건물은 남천푸르지오써밋더비치)

## 방송국
- KBS부산방송총국